# V (langage de programmation)
 (mars 2021).
Si vous disposez d'ouvrages ou d'articles de référence ou si vous connaissez des sites web de qualité traitant du thème abordé ici, merci de compléter l'article en donnant les références utiles à sa vérifiabilité et en les liant à la section « Notes et références ».
Pour les articles homonymes, voir V.
V est un langage de programmation compilé généraliste publié comme projet open source en juin 2019 par Alex Medvednikov, un développeur néerlandais attaché à la simplicité et à la performance et qui l'avait développé dans le cadre de son projet Volt, un client de bureau natif pour différents services de messagerie. Conçu pour être rapide et léger, le langage V  utilise aussi les API  natives sur les principales plateformes ( GTK+ pour Linux, Cocoa pour MacOS, API Win32 pour Windows ).

## Présentation
Le langage ressemble beaucoup au Go dans sa syntaxe, il génère du code C plutôt lisible compilé ensuite en code machine comme Nim (qui lui reprends la syntaxe de Python). Il vise à se passer de ramasse miette et devrait donc produire un binaire plus petit que Go.

### Pour plus d'informations
- Article LinuxFR.org
- Article developpez.com